# Håmansmaren (övre)
Håmansmaren är en sjö i Gävle kommun i Gästrikland och ingår i Hamrångeån-Testeboåns kustområde. Sjön har en area på 0,00336 kvadratkilometer och ligger 6,7 meter över havet.
Håmansmaren ligger i Håmansmaren Natura 2000-område.

## Delavrinningsområde
Håmansmaren ingår i det delavrinningsområde (673959-158138) som SMHI kallar för Utloppet av
Håmansmaren 2. Medelhöjden är 10 meter över havet och ytan är 0,06 kvadratkilometer. Det finns inga avrinningsområden uppströms utan avrinningsområdet är högsta punkten. Avrinningsområdets utflöde mynnar i havet. Avrinningsområdet består mestadels av skog (100 procent).